# Puyo Puyo Tetris
Puyo Puyo Tetris (ぷよぷよテトリス) est un jeu vidéo de puzzle développé par Sonic Team et édité par Sega, sorti à partir de 2014 sur Wii U, PlayStation 3, PlayStation 4, Xbox One, Nintendo 3DS, PlayStation Vita, Nintendo Switch et Windows.
Il s'agit d'un crossover entre les séries Puyo Puyo et Tetris.

## Histoire
Sorti environ un an après Puyo Puyo!! 20th Anniversary, Amitie, Arle et Carbuncle tombent accidentellement dans le monde de Ringo, réunissant ainsi les protagonistes. C'est alors que des tetriminos commencent à tomber dans le monde de Ringo. Le quatuor est à nouveau téléporté, cette fois-ci dans un vaisseau spatial, où ils rencontrent Tee et son partenaire O. Maintenant ils doivent tous travailler ensemble pour résoudre ce problème : pourquoi les tetriminos tombent du ciel.
Le jeu commence avec Ringo à Suzuran Junior High. Elle chante dans la cour jusqu'à que Amitie et Arle tombent de nulle part. Ringo en a déduit que la cause de l'événement était en jouant au jeu des Puyos. Soudainement, les Tetriminoes sont massivement tombés dans la cour . Le trio est devenu confus au sujet de ces blocs qui disparaissent lorsqu'ils sont placés dans une ligne horizontale. Le trio a été ensuite transporté dans un mystérieux vaisseau appelé le Spaceship Tetra. Tee et O découvrent Ringo dans l'une des chambres du vaisseau. Ils ont joué au Puyos avec leurs propres pièces, Ringo a utilisé des Puyos tandis que Tee a utilisé des blocs de Tetris. Après s'être connus, le duo a cherché Amitie et Arle. Amitie a eu une confrontation avec Ess et Arle a été pris au piège avec Zed. Après avoir sauvé Arle, le navire cesse de fonctionner correctement et Tee déclare qu'ils doivent faire un atterrissage d'urgence sur une proche « Planète bleue ».
L'équipe du vaisseau spatial Tetra a été séparée. La 'Planète bleue' s'est avérée être la Terre, et ils ont atterri à la place de Ringo. Le Vaisseau spatial Tetra a besoin de pièces, mais d'abord elles ont mené une recherche pour les membres d'équipage disparus. Après avoir localisé tout le monde, Ai et Risukuma ont commencé à réparer le navire. Le navire a été fixé, même s'il ne traversait que de courtes distances. Tout à coup, trois personnages apparaissent, à savoir Feli, Raffina et Rulue. Ces trois personnages étaient sous les effets des mondes de Tetris et Puyo Puyo 'combinant' et exhibaient un caractère suspect comme leur disant de 'sortir de la route'. Pour réparer le navire, Ringo et l'équipage ont besoin d'aller dans l'espace pour chercher des pièces.

## Développement

### Équipe de développement
- Réalisateur : Mizuki Hosoyamada
- Directeur : Koji Shindo
- Designer : Hiroyuki Yamazura
- Artiste : Shoko Kambe, Akira Mikame
- Écrivain : Utako Yoshino
- Programmeur : Naoto Ogawa, Hiroki Hayami
- Compositeur : Hideki Abe

## Personnages
Nouveaux personnages (Tetris) :
- Tee
- O
- Ess
- I
- Jay & Elle
- Zed
- X

Personnages de la série originale Puyo Puyo :
- Arle et Carbuncle
- Suketoudara
- Rulue
- Schezo
- Draco Centauros
- Witch
- Satan

Personnages de la série Puyo Pop Fever :
- Amitie
- Raffina
- Sig
- Klug
- Feli
- Lemres
- Lidelle (caméo)
- Ocean Prince (caméo)
- Donguri Gaeru (caméo)
- Onion Pixy (caméo)
- Yu et Rei (caméo)
- Ms. Accord (caméo)

Personnages de Puyo Puyo 7 :
- Ringo
- Maguro
- Risukuma
- Ecolo

## Accueil
- Gamekult : 8/10[1]